# Minestrone
Minestrone (z italského minestra – polévka, s augmentativní příponou -one, tedy ve významu „velká polévka“) je hustá italská zeleninová polévka. Mezi obvyklé ingredience patří především rajčata, dále fazole, cibule, celer, mrkev a případně další zelenina.
Neexistuje žádný pevně daný recept, většinou se prostě uvaří zelenina, jaká je v daném ročním období k dispozici, někdy navíc těstoviny či rýže. Detaily receptu se liší i krajově. Většinou je vegetariánská, někdy se přidává maso nebo se jako základ použije masový vývar. Minestrone je jedno z nejoblíbenějších jídel italské kuchyně. Původně to byla součást tzv. cucina povera, tedy chudé kuchyně. Šlo o velice skromný pokrm, většinou podávaný jako hlavní jídlo.